# CiNii
CiNii je bibliografická databázová služba pro japonské akademické knihovny. Zaměřuje se na japonskou liteteruru a anglickou literaturu publikovanou v japonštině. Databáze byla založena v roce 2005 a spravuje ji japonský National Institute of Informatics (NII). Tato služba vyhledává v databázích spravových přímo NII samotným (NII Electronic Library Service (NII-ELS) and Citation Database for Japanese Publications (CJP)), tak databázemi spravovanými Národní parlamentní knihovnou Japonska, inastitucionálními archivy a dalšími organizacemi.

## Identifikátory položky
V databázi CiNii se využívají dva typy jednoznačných indentifikátorů. Pro časopisecké články se využívá identifikátor NII Article ID (NAID), zatímco pro knihy se využívá identifikátor ID (NCID or 書誌ID) nebo též označovaný jako NACSIS-CAT Record ID. Rovněž se využívají dva typy jednoznačných identifikátorů pro časopisecké články a knihy. To znamená, že jeden autor může mít dva identifikátory – jeden jako autor knih a druhý jako autor článků.